# Quaix-en-Chartreuse
Quaix-en-Chartreuse ist eine französische Gemeinde mit 926 Einwohnern (Stand: 1. Januar 2022) im Département Isère in der Region Auvergne-Rhône-Alpes. Sie gehört zum Arrondissement Grenoble und zum 2014 gegründeten Gemeindeverband Grenoble-Alpes-Métropole.
Der Namenszusatz -en-Chartreuse wurde 1968 festgelegt.

## Geografie

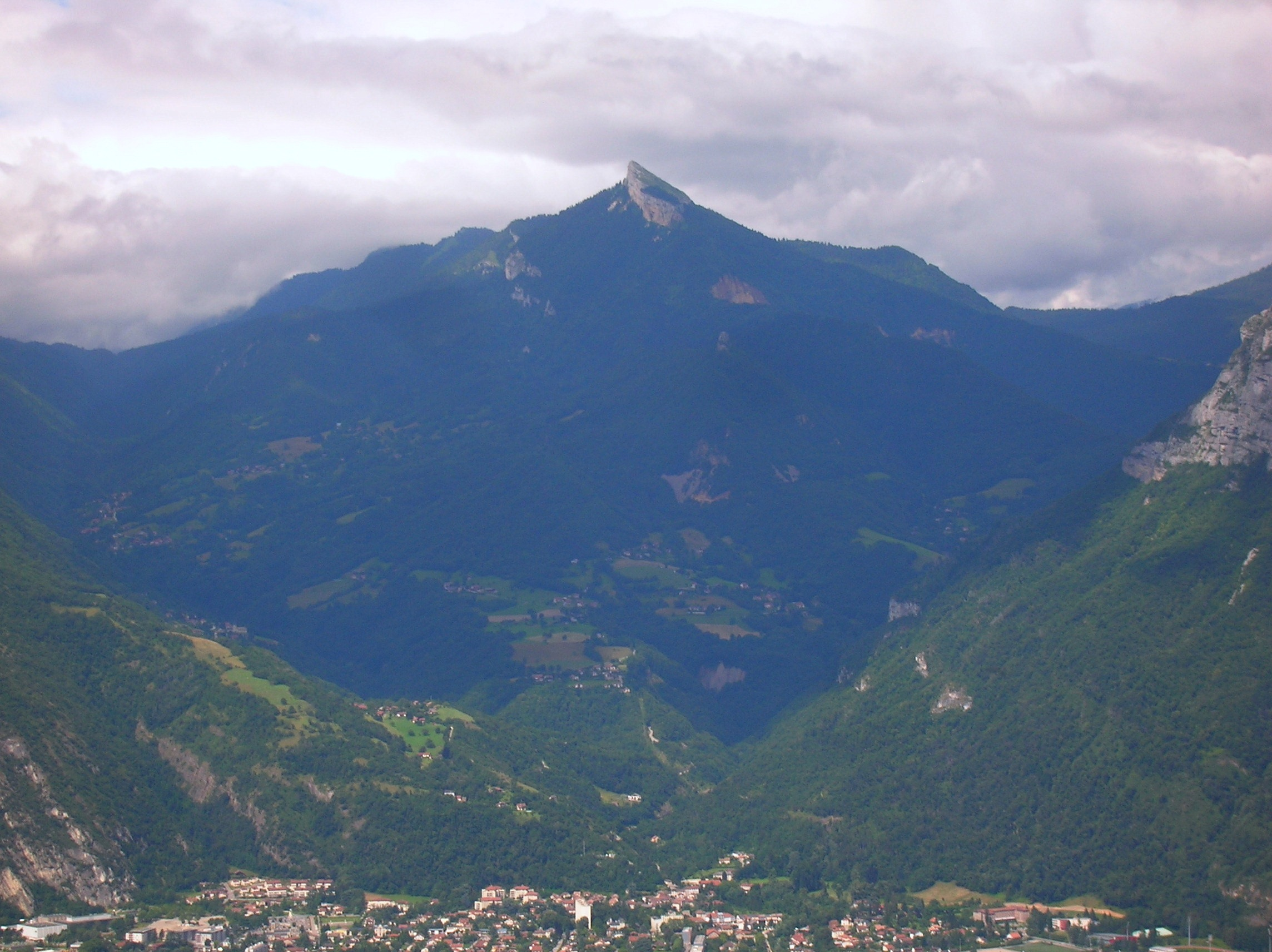
Blick über Quaix-en-Chartreuse zum 1771 m hphen Gipfel La Pinéa

Quaix-en-Chartreuse liegt acht Kilometer nördlich von Grenoble in der Südabdachung des Chartreuse-Massivs innerhalb des Regionalen Naturparks Chartreuse und wird vom Flüsschen Vence durchquert. Der höchste Punkt im Gemeindegebiet ist der Gipfel La Pinéa (1771 m) im äußersten Norden. Weitere Erhebungen im waldreichen, gebirgigen Norden der Gemeinde sind L’Écotoux (1406 m) und Aiguille de Quaix (1143 m). Umgeben wird Quaix-en-Chartreuse von den Nachbargemeinden Sarcenas im Nordosten, Le Sappey-en-Chartreuse im Osten, Corenc und La Tronche im Südosten, Saint-Martin-le-Vinoux im Süden, Saint-Égrève im Südwesten sowie Proveysieux im Westen und Nordwesten.

## Bevölkerungsentwicklung
| Jahr                       | 1962 | 1968 | 1975 | 1982 | 1990 | 1999 | 2006 | 2013 | 2021 |
| -------------------------- | ---- | ---- | ---- | ---- | ---- | ---- | ---- | ---- | ---- |
| Einwohner                  | 243  | 306  | 268  | 415  | 608  | 740  | 868  | 918  | 908  |
| Quellen: Cassini und INSEE |      |      |      |      |      |      |      |      |      |

Im Jahr 1962 wurde mit 243 Bewohnern die bisher geringste Einwohnerzahl ermittelt. Die Zahlen basieren auf den Daten von cassini.ehess und INSEE.

## Sehenswürdigkeiten
- romanische Kirche Saint-Jean-Baptiste aus dem 12. Jahrhundert
- Schloss im Ortsteil Le Château aus dem 11. Jahrhundert
- Schloss Vence
- mehrere Brunnen
- Batterie du Néron, Reste eines Forts

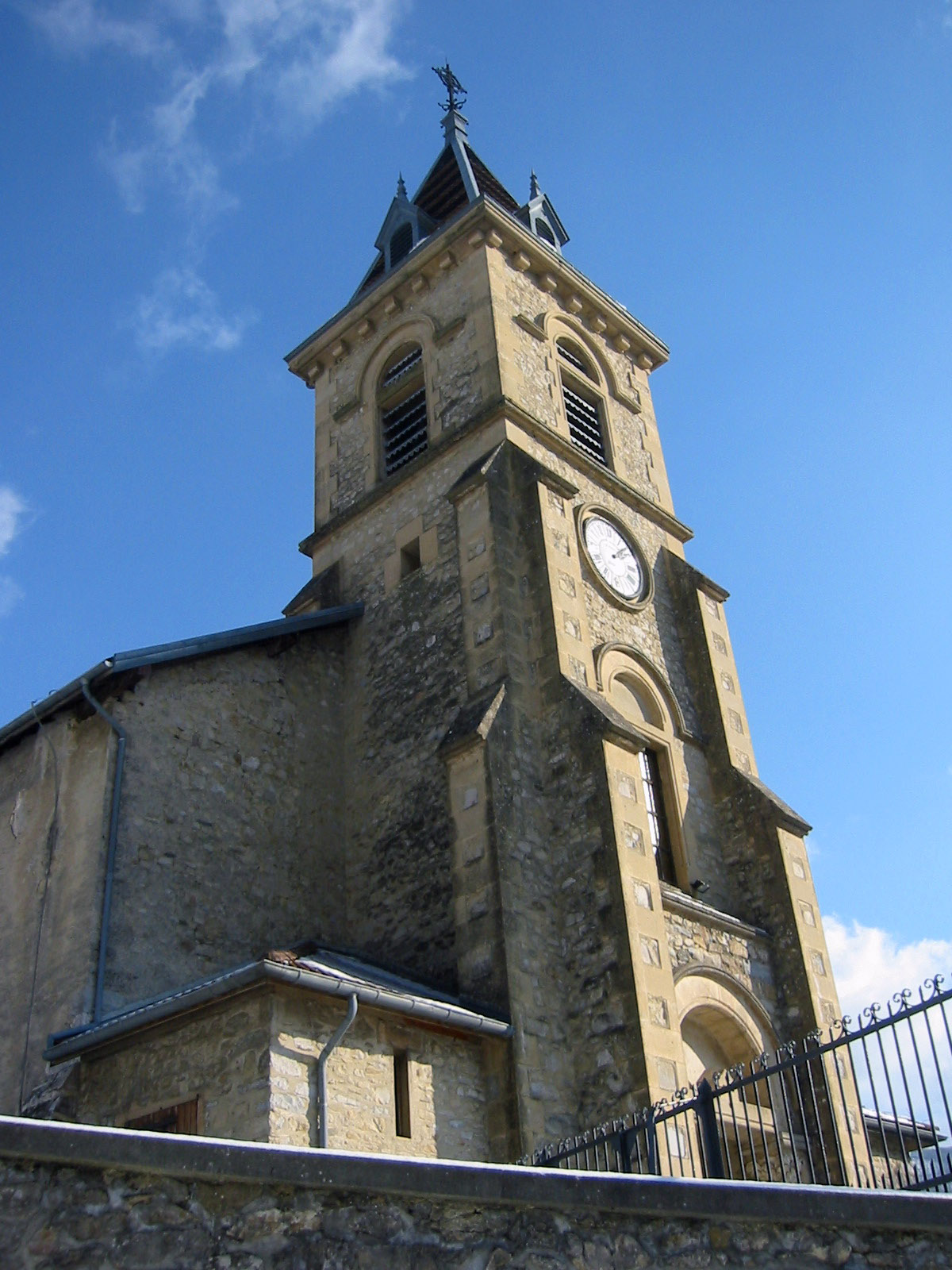
Turm der Kirche Saint-Jean-Baptiste

## Wirtschaft und Infrastruktur
In der Gemeinde Quaix-en-Chartreuse sind 17 Landwirtschaftsbetriebe ansässig (Getreideanbau, Pferde-, Rinder-, Schweine-, Ziegen- und Schafzucht).
Die Gemeinde Quaix-en-Chartreuse ist durch die Hauptstraße D 67 mit der fünf Kilometer entfernten Gemeinde La Tronche, einem Vorort von Grenoble, verbunden. Grenoble ist ein wichtiger Verkehrsknoten im Südosten Frankreichs. Der vier Kilometer entfernte Bahnhof Saint-Égrève-Saint-Robert liegt an der Bahnstrecke Lyon–Marseille.

## Belege
1. ↑  Ortsname auf cassini.ehess.fr
2. ↑  Quaix-en-Chartreuse auf cassini.ehess
3. ↑  Quaix-en-Chartreuse auf INSEE
4. ↑  Landwirtschaftsbetriebe auf annuaire-mairie.fr (französisch)